# Leon Rainer

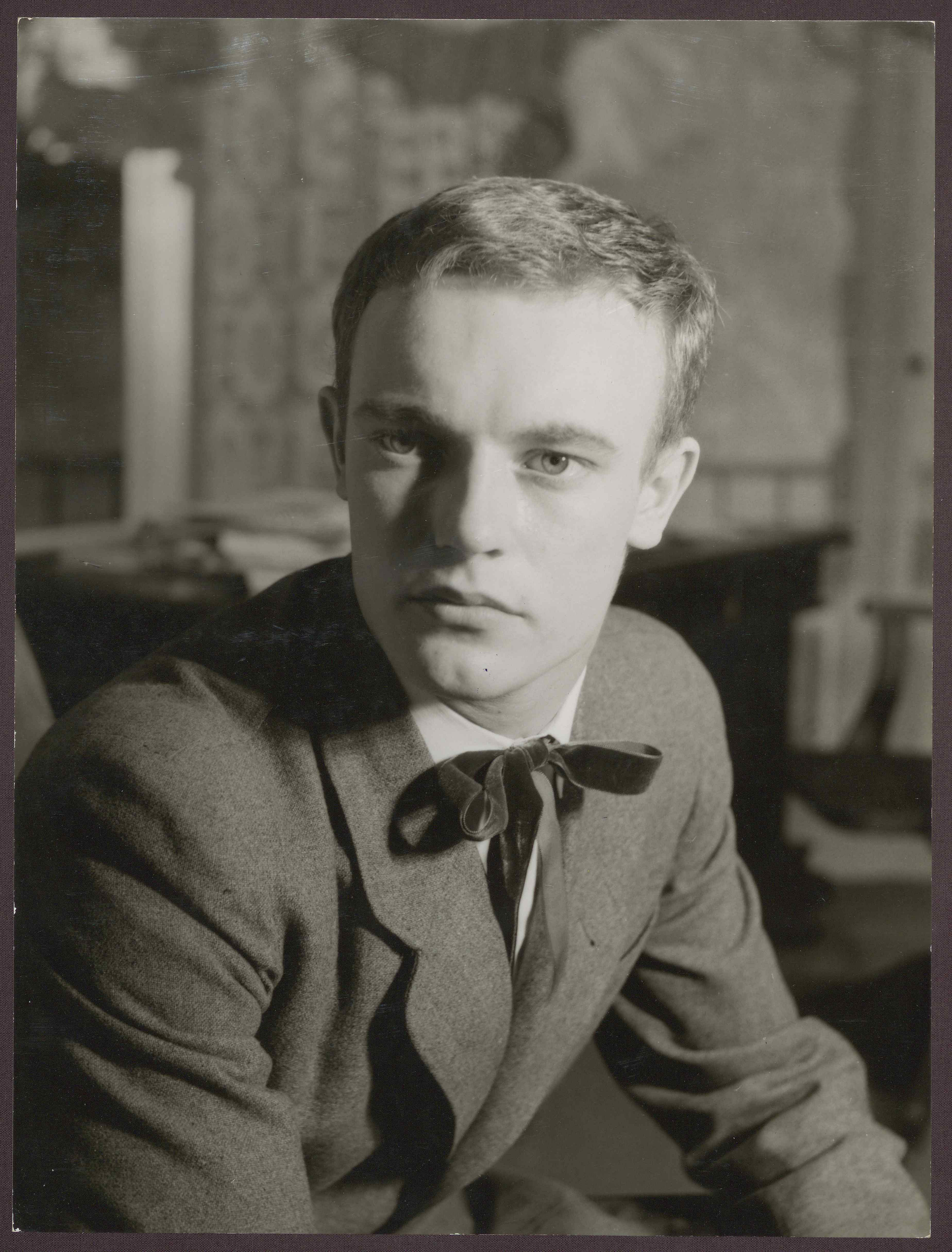
Leon Rainer in O Wildnis! am Badischen Staatstheater Karlsruhe (1960/61)

Leon Rainer (* 22. Mai 1942) ist ein deutscher Schauspieler und Synchronsprecher.

## Biografie
Leon Rainer besuchte die Schauspielschule in Stuttgart. Er hatte Engagements am Badischen Staatstheater Karlsruhe, Städtebundtheater Hof, Stadttheater Saarbrücken und Nationaltheater Mannheim. Zudem spielte er Nebenrollen in mehreren Film- und Fernsehproduktionen, darunter z. B. der Spielfilm  Deutschland im Herbst (1978).
Seit etwa 1980 ist er hauptsächlich als Synchronsprecher tätig. Als Erzähler in den Zeichentrickserien Wickie und die starken Männer und Heidi ist seine Stimme einem breiten Publikum bekannt. Er synchronisierte u. a. Gil Gerard als Buck Rogers in der gleichnamigen Fernsehserie, Dann Florek (als Captain Donald Cragen) in Law & Order, Jamey Sheridan (als Captain James Deakins) in Criminal Intent – Verbrechen im Visier, Charles Dance (als Tywin Lennister) in Game of Thrones, Martin Mull (als Rektor Kraft) in Sabrina – Total Verhext! und zuletzt – bis zu dessen plötzlichem Tod  – Stanley Kamel (als Dr. Charles Kroger) in Monk. In den Harry-Potter-Filmen ist Leon Rainer die deutsche Stimme von Mark Williams in der Rolle des Arthur Weasley.
Er ist darüber hinaus Sprecher für Werbespots, so ist er seit mehreren Jahren in der Media-Markt-Werbung zu hören. Von 2011 bis 2012 war er bei Aktenzeichen XY … ungelöst als Sprecher im Einsatz.

## Synchronrollen (Auswahl)
Charles Dance
- 2011–2015: Game of Thrones als Tywin Lennister
- 2014: Der Admiral – Kampf um Europa als König Charles von England II.
- 2014: The Imitation Game – Ein streng geheimes Leben als Commander Denniston
- 2015: Kind 44 als Major Grachev
- 2016: Ein ganzes halbes Jahr als Steven Traynor
- 2020: Mank als William Randolph Hearst
- 2022: Against the Ice als Niels Neergaard
- 2022: Sandman als Sir Roderick Burgess

Mark Williams
- 2002: Harry Potter und die Kammer des Schreckens als Mr. Arthur Weasley
- 2004: Harry Potter und der Gefangene von Askaban als Mr. Arthur Weasley
- 2005: Harry Potter und der Feuerkelch als Mr. Arthur Weasley
- 2007: Harry Potter und der Orden des Phönix als Mr. Arthur Weasley
- 2009: Harry Potter und der Halbblutprinz als Mr. Arthur Weasley
- 2011: Harry Potter und die Heiligtümer des Todes – Teil 2 als Mr. Arthur Weasley
- 2022: Harry Potter 20th Anniversary: Return to Hogwarts (Dokumentarfilm) als Mark Williams

### Filme
- 1974: TV-News Sprecher in McQ schlägt zu
- 1978: John Carpenter in Halloween – Die Nacht des Grauens als Paul Freedman
- 1979: Lam Fai Wong in Die Kampfschule der Shaolin als Fu Lu
- 1982: Paul Kratka in Und wieder ist Freitag der 13. als Rick
- 1983: Ico – Das kleine Wildpferd als Jaba
- 1985: Marshall Bell in Nightmare II – Die Rache als Coach Schneider
- 1990: Xander Berkeley in Das Kindermädchen als Detective
- 1994: Robert Shaye in Freddy’s New Nightmare als Robert Shaye
- 1996: Xander Berkeley in Apollo 11 als Buzz Aldrin
- 2003: Peter Stormare in Hitler – Aufstieg des Bösen als Ernst Röhm
- 2006: Stephen McHattie in Jesse Stone: Totgeschwiegen als Captain Healy
- 2020: Charles Green in Der Fall Richard Jewell als Dr. W. Ray Cleere

### Serien
- 1992–1997/2005–2008: Dann Florek in Law & Order als Cpt. Donald Cragen
- 1993: Dan Butler in Roseanne als Art
- 2003–2006: Vaughn Armstrong in Star Trek: Enterprise als Admiral Maxwell Forrest
- 2003–2008: Stanley Kamel in Monk als Dr. Charles Kroger
- 2005–2016: Dann Florek in Law & Order: Special Victims Unit als Cpt. Donald Cragen